# Ula bolitophila
Ula (Ula) bolitophila là một loài ruồi trong họ Pediciidae. Chúng phân bố ở vùng sinh thái Palearctic.